# Lophothericles turkanae
Lophothericles turkanae är en insektsart som beskrevs av Marius Descamps 1977. Lophothericles turkanae ingår i släktet Lophothericles och familjen Thericleidae. Inga underarter finns listade i Catalogue of Life.